# Medaile prince regenta Luitpolda
Medaile prince regenta Luitpolda (německy Prinzregent Luitpold-Medaille) bylo bavorské vyznamenání. Založil ho 30. června 1905 bavorský princ regent Luitpold Bavorský jako záslužnou a pamětní medaili ve dvou stupních (vojenský a nevojenský) a třídách (zlatá a stříbrná). K 90. narozeninám prince regenta (1911) byla k medaili připojena koruna v převýšení. Zlatá medaile se nosila u krku, zatímco stříbrná zavěšená na prsou. Vyznamenání zaniklo s pádem monarchie v Bavorsku po roce 1918.

## Vzhled vyznamenání
Odznakem je oválná medaile s nalevo hledící hlavou zakladatele. Okolo se vine nápis LUITPOLD PRINZ-REGENT VON BAYERN (Luitpold princ regent bavorský). Na zadní straně je korunovaný zemský znak Bavorska, okolo je nápis IN TREVE FEST (ve věrnosti pevní) a rok založení 1905.
Stuha pro vojáky byla rumělkově červená se světlezeleným postranním pruhem, pro nevojáky pak červená.